# داء الرشاشيات
داء الرشاشيات هو الاسم الذي يُطلق على مجموعة متنوعة وواسعة من الأمراض تسببها عدوى فطرية بجنس الرشاشيات. وتصيب الرشاشيات البشر والطيور وحيوانات أخرى.
تأخذ الإصابة أشكالًا مزمنة أو حادة، وتكون مميزة سريريًا إلى حد كبير. تظهر معظم الحالات الحادة من داء الرشاشيات عند المصابين بضعف شديد في الجهاز المناعي، كمرضى زرع نقي العظم. ويمكن أن تسبب الحالات المزمنة مضاعفات عند المصابين بأمراض تنفسية كالربو أو التليف الكيسي أو الغرناوية (الساركويد) أو السل أو الداء الرئوي الساد المزمن. وفي معظم الحالات، تأخذ الرشاشيات شكل داء الرشاشيات الرئوي المزمن، أو ورم الرشاشيات، أو داء الرشاشيات القصبي الرئوي الأرجي. وتتداخل بعض أشكال داء الرشاشيات، فمثلًا، يمكن أن يتطور ورم الرشاشيات البسيط أو داء الرشاشيات القصبي الرئوي الأرجي إلى داء الرشاشيات الرئوي المزمن.
تظهر الحالات غير الغازية على شكل التهاب الجيوب الأنفية الفطري (ذو طبيعة تحسسية مع تشكل كرات فطرية) أو فُطار أذني (عدوى فطرية في الأذن) أو التهاب القرنية (عدوى عينية) أو التهاب الأظافر الفطري. وتكون معظم الحالات أقل شدة ويمكن علاجها بالمضادات الفطرية.
أكثر المسببات المعروفة شيوعًا الرشاشية الدخناء والرشاشية الصفراء، وهي كائنات واسعة الانتشار قادرة على العيش في الظروف البيئية القاسية. ويُعتقَد أن الناس يستنشقون الآلاف من الأبواغ الرشاشية يوميًا دون حدوث إصابة، وذلك نتيجة للاستجابة المناعية الفعالة. يسبب داء الرشاشيات بكل أشكاله نحو 600,000 وفاة سنويًا في كل أنحاء العالم.

## الأعراض
قد لا يُبدي ورم الرشاشيات في الرئتين أي أعراض، ويظهر في صورة الصدر بالأشعة السينية، ويمكن أن يسبب السعال المدمى المتكرر، وآلام الصدر، ونزيفًا حادًا ومميتًا. في أغلب الأحيان، تسبب الإصابة السريعة بداء الرشاشيات الغازي في الرئتين السعال والحمى وألم الصدر وصعوبة التنفس.
في الحالات التي يُساء التعامل معها، يمكن أن ينتشر داء الرشاشيات عبر مجرى الدم ليسبب أذية واسعة النطاق بالأعضاء.
تشمل الأعراض الحمى والقشعريرة والصدمة والهذيان والاختلاجات والخثرات الدموية. يمكن أن يُصاب المريض بفشل كلوي، وفشل كبدي والذي بدوره يسبب اليرقان، وصعوبات في التنفس. ويمكن أن يحدث الموت بسرعة.
يصيب داء الرشاشيات مجرى السمع فيسبب الحكة وأحيانًا الألم. وتُشاهد بقعة على الوسادة أحيانًا نتيجة تسرب سائل من الأذن المصابة. في حين يسبب داء الرشاشيات في الجيوب الأنفية الشعور بالاحتقان وأحيانًا الألم أو الإفرازات. ويمكن للإصابة أن تتجاوز الجيوب الأنفية.

## التشخيص
يُعطي داء الرشاشيات الرئوي، عند التصوير المقطعي المحوسب أو تصوير الصدر بالأشعة السينية، علامة الهالة، يتطور لاحقًا ليعطي علامة الهلال الغازي (الهوائي). ولدى مرضى الدم المصابين بداء الرشاشيات الرئوي الغازي، يمكن لاختبار غير باضع الكشف عن متعدد السكاريد غالاكتومانون وهو اختبار مُشخص. تظهر إيجابية اختبار غالاكتومانان الكاذبة عند المرضى الذين يتلقون معالجة وريدية ببعض المضادات الحيوية أو يتلقون سوائل وريدية تحتوي الغلوكونات أو حمض السيتريك مثل متلقي فصادة الصفيحات الدموية أو التغذية الوريدية أو محلول بلازما لايت. 
في الفحص المجهري، يُستدل على أنواع الرشاشيات بشكل موثوق من خلال الأصبغة الفضية كصبغة غريدلي، وصبغة فضة ميثامين غوموري. تضفي هذه الصبغات على الجدران الفطرية لون رمادي أسود. وتتراوح أقطار الخيوط الفطرية لأنواع الرشاشيات بين 2.5 و4.5 ميكروميتر، تملك خيوطًا فطرية مجزأة (مفصلة/مُحَوجَزَة)، ولكنها لا تظهر دائمًا، وفي مثل هذه الحالات، يُظَنُّ بشكل خاطئ أنها فطريات اقترانية.

## الوقاية
تتضمن الوقاية من داء الرشاشيات تقليل التعرض للعفن عن طريق مكافحة العدوى البيئية. ويمكن أن يخضع المرضى المعرضون لخطورة عالية لعلاج وقائي مضاد للفطريات مثل بوساكونازول الذي يُعطى للمرضى ضعاف المناعة.

## العلاج
تتضمن العلاجات الطبية لداء الرشاشيات الغازي في الوقت الحالي كُلّا من المضاد الفطري فوريكونازول والمركب أمفوتيريسين ب إلى جانب التنضير الجراحي. وفي الحالات الأقل عدائية لداء الرشاشيات القصبي الرئوي، تقترح الدراسات استخدام الستيروئيدات الفموية لفترة طويلة من الزمن، بين 6 و9 أشهر في حالة الإصابة بداء الرشاشيات الأرجي في الرئتين.
يُعطى المضاد الفطري إيتراكونازول إلى جانب الستيروئيدات، ليزيد من فعاليتها ويقلل من الجرعة المستخدمة، وبذلك يعد ايتراكونازول ذا فعل «موفر للستيروئيد». وتُستخدم أدوية أخرى مثل أمفوتيريسين ب وكاسبوفنجين (معالجة مشاركة حصرًا) أو فلوسيتوزين (مشاركة حصرًا) أو إيتراكونازول في علاج هذه العدوى الفطرية. تزداد اليوم الإصابات بالسلالات الفطرية المقاوِمة لثلاثيات الآزول (تريازول). الرشاشية الدخناء، وهي النوع الأكثر إحداثًا للإصابات، مقاومة بشكل طبيعي لعقار فلوكونازول. 

## وصلات خارجية
- داء الرشاشيات موقع البيطرة السورية (أنظر بعد مرض القراع في الاٍبل)